# Großdubrau
Großdubrau (en sorabo Wulka Dubrawa) es un municipio situado en el distrito de Bautzen, en el estado federado de Sajonia (Alemania), a una altitud de 150 metros. Su población a finales de 2016 era de unos 4000 habs. y su densidad poblacional, 80 hab/km².